# 루스인
루스인(고대 동슬라브어: Рѹсь)은 오늘날 러시아인, 벨라루스인, 우크라이나인의 기원이 된 민족이다. 루스인들의 기원과 정체는 상당한 논란의 대상이 되고 있는데, 서유럽 학자들은 원초연대기의 기록을 보고 루스인들이 스칸디나비아반도에서 동유럽 지역으로 이주해 온 북게르만계 민족인 바랑기아인의 일파이거나, 또는 일찍이 슬라브 문화에 동화된 노르드인이라고 주장하고 있다. 반면에 동유럽 학계에서는 루스인들이 원초연대기가 수도원에 쓰였으며 다수 전설도 포함되어 있어 신뢰하지 못한다고 보고 북게르만족이 아닌 동슬라브족이라고 주장하고 있다.

## 역사
"루스는 땅도 촌락도 경작지도 가지고 있지 않다. 그들은 오로지 흑담비를 비롯한 모피 판매 영업을 할 뿐이다. 루스인들은 슬라브인들의 땅을 습격하고 사람들을 노예로 잡은 다음에 아틸이나 불가르에게 이들을 판다. 루스인은 아들을 낳으면 아버지가 된 자는 칼집에서 검을 꺼내어 아들 앞에 놓아두고 다음과 같이 말한다, "나는 너에게 아무 재산도 남겨주지 않을 것이다. 너는 단지 너의 검으로 획득할 수 있는 것만을 가지게 될 것이다." — 『9세기 페르시아인 여행자 아흐마드 빈 루스타 이스파히니』

초기 러시아의 역사는 문자로 기록된 것이 적기 때문에 그 실상을 완벽히 알 수 없다. 하지만 러시아 키예프 페체르스키 수도원에서 작성된 원초연대기에 따르면 753년 라도가호 부근에 루스 최초의 도시인 스타라야라도가가 건설된 후 830년부터 루스 카간국이 등장하였으며, 862년에는 루스 카간국의 카간이자 류리크 왕조의 시조인 류리크가 노브고로드 지역에 정착하여 키예프 루스의 전신인 노브고로드 루스가 형성되었다고 알려진다. 882년에는 류리크의 후계자인 올레그가 키예프를 멸망시키고 수도로 삼으면서 키예프 루스가 건국되었다.

## 국가
- 루스 카간국(830년경 ~ 862년)
- 노브고로드 루스(862년 ~ 882년)
- 키예프 루스(882년 ~ 1240년)
  - 폴라츠크 공국(987년 ~ 1397년)
  - 체르니히우 공국(988년 ~ 1402년)
  - 페레야슬라우 공국(988년 ~ 1239년)
  - 스몰렌스크 대공국(1054년 ~ 1508년)
  - 랴잔 대공국(1129년 ~ 1521년)
  - 키예프 공국(1132년 ~ 1471년)
  - 노브고로드 공화국(1136년 ~ 1478년)
    - 프스코프 공화국(1348 ~ 1510)

  - 블라디미르 대공국(1147년 ~ 1389년)
  - 갈리치아-볼히니아(1199년 ~ 1349년)
- 트베리 대공국(1246년 ~ 1485년)
- 모스크바 대공국(1283년 ~ 1547년)

## 같이 보기
- 러시아인
- 우크라이나인
- 벨라루스인
- 루신인
- 바랑기아인